# Radio New Zealand International

Logo de Radio New Zealand International

Radio New Zealand International (RNZI) est une station de radio à diffusion internationale néo-zélandaise. Elle est financée par le ministère de la Culture et du Patrimoine (en anglais : Ministry for Culture and Heritage).
C'est la seule station émettant en ondes courtes de la Nouvelle-Zélande. Elle diffuse vers les nations de l'océan Pacifique : de la Papouasie-Nouvelle-Guinée à la Polynésie française. Ses émissions peuvent aussi être captées en Europe et en Amérique du Nord.
La station diffuse des informations et des programmes consacrés au commerce et au sport. Elle relaie aussi plusieurs émissions de radio nationales, dont Checkpoint, Late Edition et Morning Report. 
La diffusion se fait essentiellement en anglais, mais aussi dans sept langues du Pacifique.
Certaines stations du Pacifique diffusent également quelques programmes de RNZI, essentiellement les informations et la météo.
Les studios de RNZI se situent dans la Radio New Zealand House, à Wellington. L'émetteur se trouve à Rangitaiki, dans l'île du Nord.
En 1998 et en 2000, Radio New Zealand International a reçu le Rolls-Royce Award for Excellence de la part de la Commonwealth Broadcasting Association.